# Lapinporokoira
Il Lapinporokoira o Lapponian Herder o cane lappone finlandese o cane da pastore per le renne è un cane di taglia media di tipo Spitz usato come cane da pastore e da guardia alle renne, tipico dei territori della Lapponia finlandese e della penisola di Kola. La razza è riconosciuta dall'ENCI ma è poco nota al di fuori dei paesi nordici.

## Storia
Questa razza ha le sue origini come pastore di renne del popolo Sami. I Sami sono un popolo indigeno che risiede in aree ora divise tra la Finlandia, la Svezia, la Norvegia e la Russia. Tradizionalmente, l'allevamento delle renne è stato molto importante per il popolo Sami, che ancora oggi è coinvolto in questo tipo di allevamento. I Sami hanno usato cani da pastore per secoli, e questi cani erano tipicamente lunghi nel corpo, di forma piuttosto rettangolare, con i mantello lungo e una coda dritta che si arrotola sulla schiena quando il cane si muove.
I norvegesi e gli svedesi furono tra i primi a considerare la standardizzazione dei cani della Lapponia prima della seconda guerra mondiale. Negli anni del dopoguerra, i cani della Lapponia erano a serio rischio a causa di un'epidemia di cimurro.
A partire dagli anni 50 questa razza è stata iscritta nel Libro delle Origini; a quell’epoca il Lapinkoira odierno e il Lapinporokoira formavano una sola razza. Negli anni '60, le varie associazioni finlandesi di allevamento furono unificate e nel 1966 le razze furono rivalutate. Ciò ha portato alla definizione formale di due razze: il pastore lappone a pelo corto è stato definito nel 1966 e il lappone finlandese a pelo lungo è stato definito nel 1967.
Oggi gli allevatori di Lapphund svedesi ritengono che la loro razza, e le altre razze di Lapphund, abbiano rischiato l'estinzione. 
Uno standard relativo allo Swedish Lapphund fu adottato nel 1944 dalla FCI (Fédération cynologique internationale), seguito poco dopo dallo standard del Lapphund finlandese.
In Finlandia, i primi standard di razza furono stabiliti nel 1945 dal Finnish Kennel Club, che chiamò la razza Lappish Herder, noto anche come Kukonharjunlainen. 
Si ritiene che questi cani fossero il risultato di un incrocio tra il Cane da orso della Carelia e altri cani da renna a pelo corto. Negli anni '50 la Finnish Kennel Association (la seconda grande associazione cinofila in Finlandia) ha creato il primo standard di razza per il cane lappone finlandese. I colori accettabili per questa razza erano nero, marrone orso e bianco.
I Lapponi finlandesi partecipano regolarmente a mostre cinofile.
Più o meno nello stesso periodo, la tecnologia ha permesso cambiamenti nello stile di vita dei pastori Sami. In precedenza, i cani a pelo più lungo erano generalmente preferiti per la pastorizia, ma con l'avvento delle motoslitte, questa preferenza iniziò a cambiare a favore del pastore lappone a pelo corto. 
Tuttavia, la popolarità non è morta per la razza a pelo lungo, tanto che nel 2014 era classificata come il sesto animale da compagnia più popolare in Finlandia.
La prima cucciolata americana è nata nel 1988. Nel 1994, la razza è stata riconosciuta dallo United Kennel Club (UKC), il secondo più grande club cinofilo d'America, nel Northern Group. 
La razza è stata accettata nell'AKC Miscellaneous Group il 1º luglio 2009 ed è diventata una razza pienamente riconosciuta nel gruppo Herding il 30 giugno 2011. 
Il Finnish Lapphund Club of America (FLCA) è il organizzazione madre negli Stati Uniti e ha ricevuto lo status di club padrino il 25 novembre 2015, consentendole così di organizzare eventi con punti di campionato su licenza.
La razza è stata introdotta per la prima volta nel Regno Unito nel 1989 ed è rappresentata dal Finnish Lapphund Club of Great Britain. 
È stato introdotto in Australia e Canada nel 1995 ed è accettato dal New Zealand Kennel Club e dal Canadian Kennel Club. In Canada, il suo club principale è il Finnish Lapphund Club of Canada. È un cane che abbaia molto.